# ارينيلاس
ارينيلاس (بالأسبانية: Arenillas) هي بلدية تقع في مقاطعة سوريا، قشتالة وليون، إسبانيا. وفقا لتعداد 2004 (المعهد الوطني للإحصاء)، بلغ عدد سكانها 32 نسمة.